# تازا (مجموعه تلویزیونی)
تازا (انگلیسی: Tazza; کره‌ای: 타짜) یک مجموعه تلویزیونی محصول کره جنوبی سال ۲۰۰۸ با بازی جانگ هیوک، هان یه سول، کیم مین جون، کانگ سونگ یون، سون هیون جو و کیم کاپ سو است. این مجموعه از ۱۶ سپتامبر تا ۲۵ نوامبر ۲۰۰۸، روزهای دوشنبه و سه‌شنبه ساعت ۲۱:۵۵ (کی‌اس‌تی) از اس‌بی‌اس برای ۱۸ قسمت پخش شد. این مجموعه بر پایه مانهوایی با همین نام اثر هو یونگ مان و کیم سه یونگ است.

## بازیگران

### اصلی
- جانگ هیوک در نقش کیم گونی
  - یو جین گو در نقش جوانی گونی
- هان یه سول در نقش لی نان سوک / می نا
  - لی هان نا در نقش جوانی نان سوک
- کیم مین جون در نقش یونگ مین
- کانگ سونگ یون در نقش مادام جونگ
- سون هیون جو در نقش گو کوانگ ریول
- کیم کاپ سو در نقش آگی